# Budihal (Inam), Hungund
Budihal (Inam) là một làng thuộc tehsil Hungund, huyện Bagalkot, bang Karnataka, Ấn Độ.